# 南甲府駅
南甲府駅（みなみこうふえき）は、山梨県甲府市南口町にある、東海旅客鉄道（JR東海）身延線の駅である。
身延線の主要駅で、特急「ふじかわ」を含み全ての列車が停車する。定期列車で設定は無いが毎年8月に行われる神明の花火大会や山梨県高校総体の開催日には南甲府駅始発終着の臨時列車が運転される事がある。また甲府駅との間に3往復の回送列車が設定されている。

## 歴史
- 1928年（昭和3年）3月30日：市川大門 - 甲府間開通時に、富士身延鉄道の甲府南口駅（こうふみなみくちえき）として開設[1][2]。
- 1938年（昭和13年）10月1日：富士身延鉄道を鉄道省（国鉄の前身）が借り上げ[1][2]。同時に南甲府駅（みなみこうふえき）に改称[2]。
- 1941年（昭和16年）5月1日：国有化、鉄道省身延線の駅となる[1]。
- 1986年（昭和61年）11月1日：荷物扱い廃止[2]。
- 1987年（昭和62年）4月1日：国鉄分割民営化に伴い、JR東海・JR貨物の駅となる[1][2]。
- 1997年（平成9年）10月：貨物列車発着が消滅。
- 2001年（平成13年）3月31日：JR貨物の駅が廃止され、貨物取扱廃止。
- 2025年（令和7年）10月1日：ICカード「TOICA」の利用が可能となる（予定）[3][4]。

## 駅構造
島式ホーム1面2線を有する地上駅。線路はほぼ北東から南西に走り、駅舎はその北西側に設けられている。のりばは駅舎側から1番線、2番線となっている。
ホーム甲斐住吉方は緩やかな坂となっており、これを下ったところから構内踏切（遮断機・警報機付）が駅舎に伸びている。当駅はこの他多数の留置線（営業列車が使用出来るのは1番線の外側1本と2番線の外側1本の2本のみ）を備え、身延線の車両基地となっている。
駅舎は身延線の前身である「富士身延鉄道」が1928年（昭和3年）の当駅開設時に建てたものである。当時は富士身延鉄道の本社も入っていたためコンクリート二階建ての大変重みのある建築物となっている。駅舎の内部には待合所と窓口の他に自動券売機が1台と営業していない旅行センターがある。
駅長・駅員配置駅（直営駅）である。管理駅として、市川大門駅 - 金手駅間の各駅を管理している。JR全線きっぷうりばも設置され、改札は駅員が行なっている。時間帯によっては窓口休止時間もある。
駅北側に線路を東西に貫く地下道があるが、これは昔ホームと改札を繋いでいた地下道を改造して一般開放されたものである。

### のりば
| 番線 | 路線      | 方向 | 行先           |
| ---- | --------- | ---- | -------------- |
| 1    | CC 身延線 | 下り | 甲府方面       |
| 2    | CC 身延線 | 上り | 身延・富士方面 |

（出典：JR東海:駅構内図）

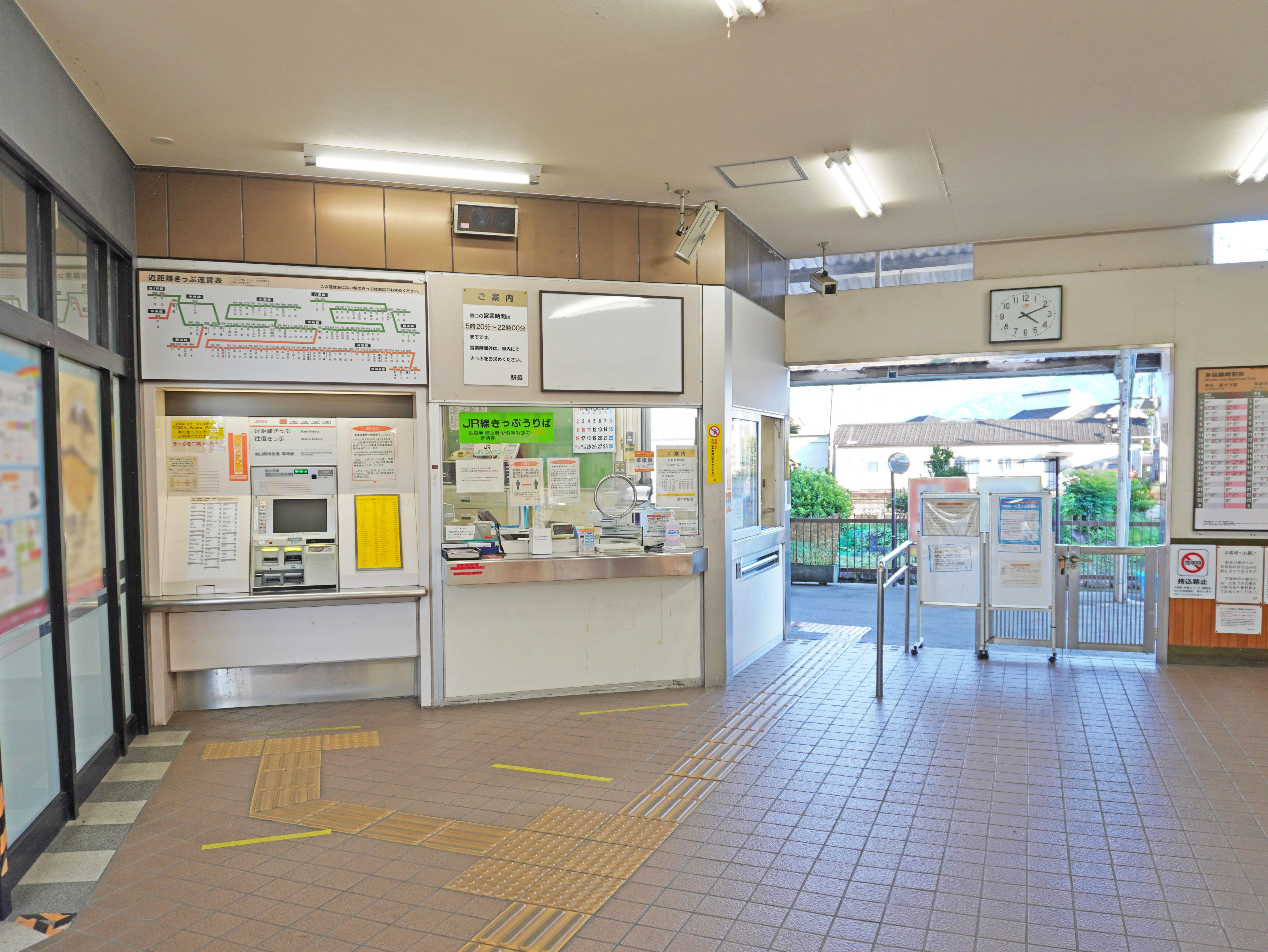
改札口（2022年10月）
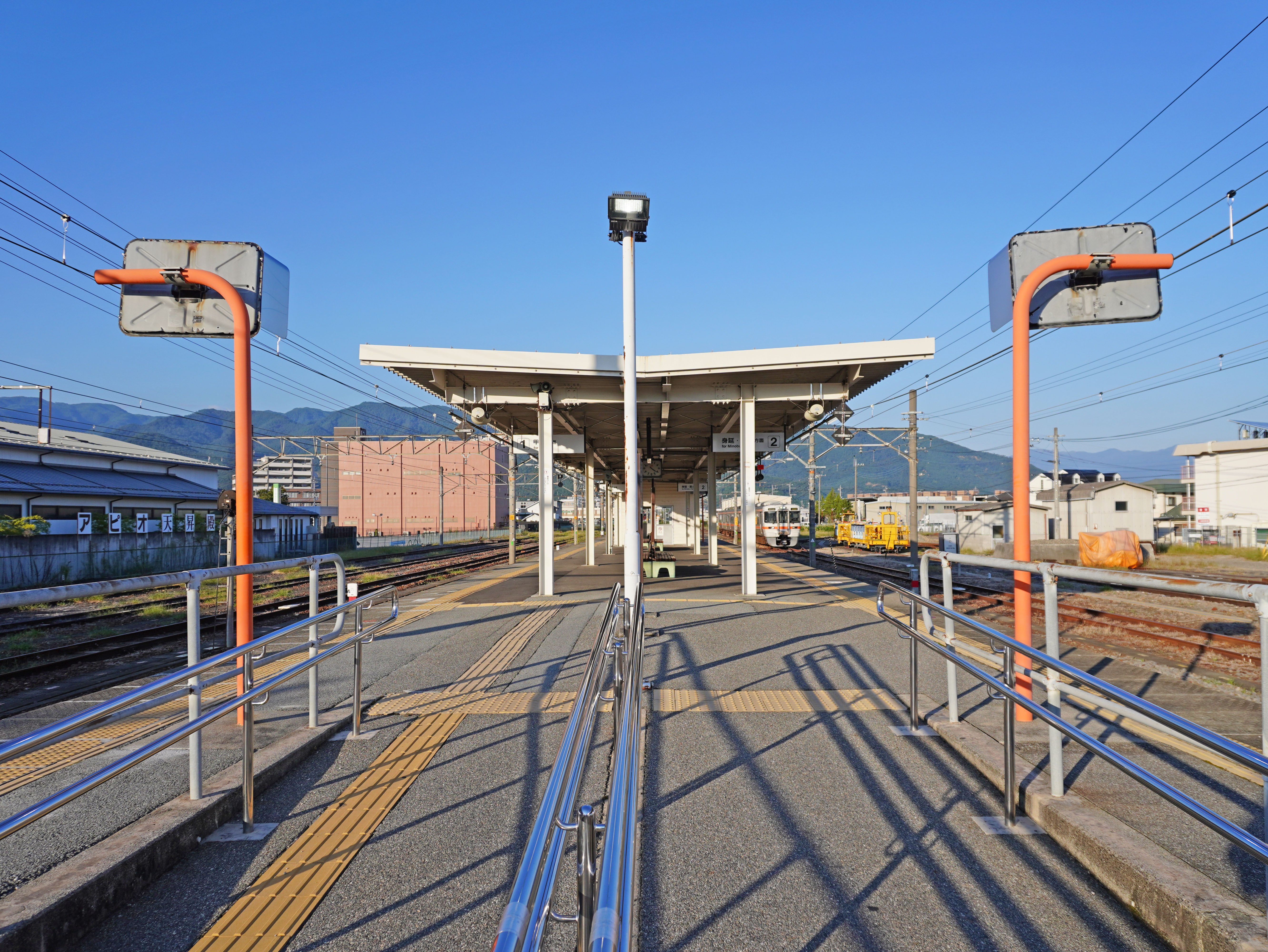
ホーム（2022年10月）
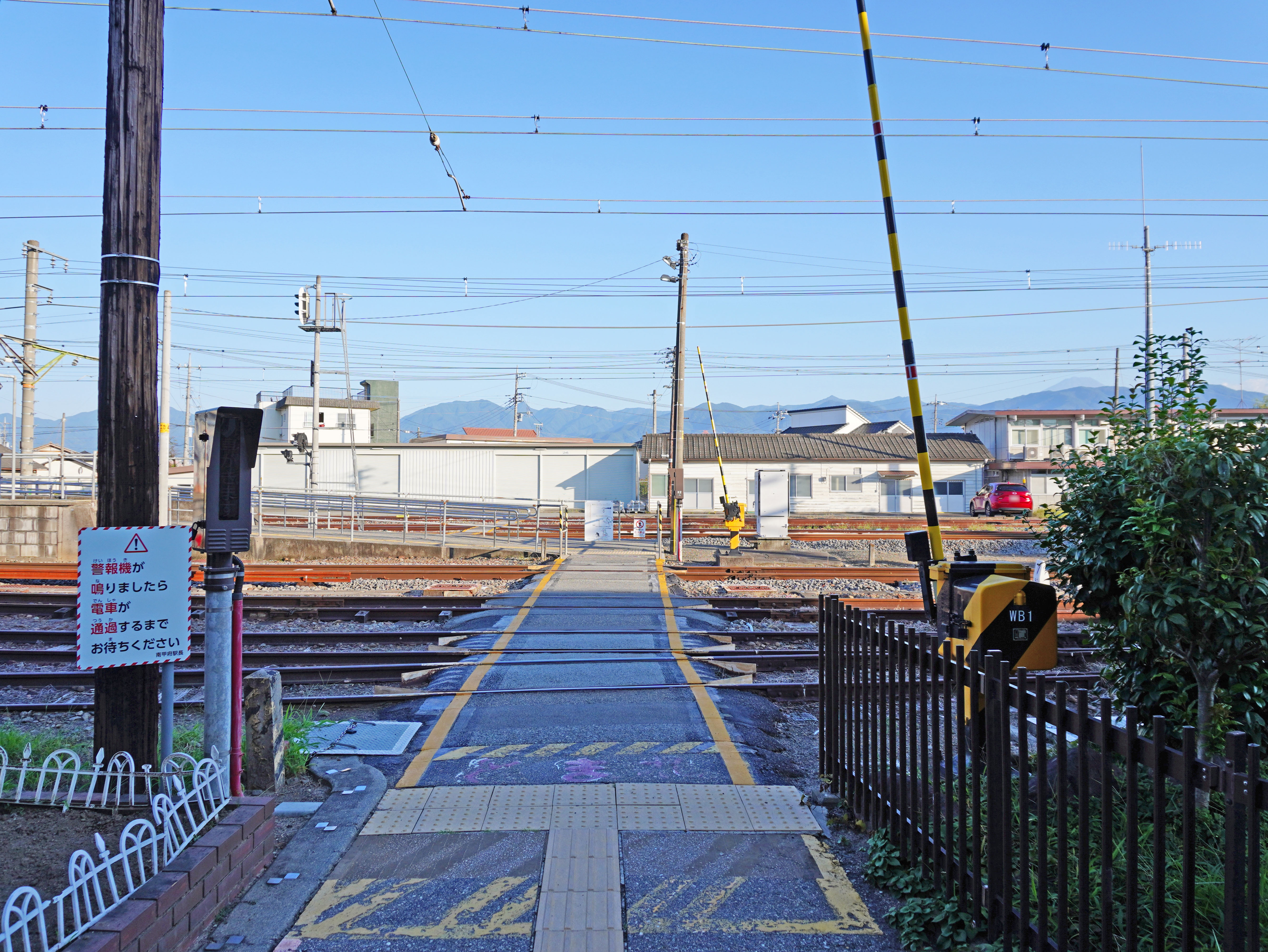
構内踏切（2022年10月）

## 貨物取扱
かつて当駅はJR貨物の駅（国鉄時代は貨物取扱駅）で、最盛期の1970年頃は、身延線で最も貨物取扱量が多い駅であった。取扱品は石炭や石油、飼料、セメント等で、複数の専用線が当駅に接続していた。最後まで使用されていた専用線は宇部三菱セメント甲府サービスステーションへ続く専用線であったが、施設の移転に伴い1997年10月に廃止された。それに伴い、当駅の貨物列車発着は消滅した。
また専用線の他にも、駅舎北側に貨物ホーム1面1線が存在していたが、1986年11月1日のダイヤ改正に伴い使用されなくなり撤去された。

## 利用状況
1日平均乗車人員は以下の通り。
| 乗車人員推移 | 乗車人員推移 |
| 年度         | 1日平均人数  |
| ------------ | ------------ |
| 2006         | 498          |
| 2007         | 523          |
| 2008         | 563          |
| 2009         | 570          |
| 2010         | 548          |
| 2011         | 498          |
| 2012         | 541          |
| 2013         | 558          |
| 2014         | 541          |
| 2015         | 537          |
| 2016         | 540          |
| 2017         | 525          |
| 2018         | 512          |

## 駅周辺
駅前にはタクシー乗り場、バス乗り場及び交番がある。周辺は甲府の市街地である。また地元企業の石油油槽所が多くあり、ガソリンスタンドへの出荷拠点となっている。線路を挟んで東側地区へつながる地下道が駅舎隣の駐輪場の中に設置されている。
- 甲府市立南中学校
- 南甲府駅前郵便局
- テレビ山梨本社
- 山梨交通自動車学校
- 山梨交通伊勢町営業所
- 甲斐清和高等学校
- 湯王温泉

## バス路線
南甲府駅
- 山梨交通（伊勢町営業所）
  - 10：武田神社
  - 12：積翠寺
  - 17：塚原
  - 10・12・17：伊勢町営業所
- 富士急バス（甲府営業所）
  - 上九一色出張所・古関町

伊勢小学校入口
- 山梨交通（伊勢町営業所、敷島営業所、甲府営業所）
  - 01・02：山宮循環
  - 14：HANAZONOホスピタル
  - 15：上帯那
  - 16：塚原
  - 26：羽黒・山宮循環
  - 64：甲府駅南口
  - 70：敷島団地
  - 75：県立中央病院
  - 76：敷島営業所
  - 78：長塚・双葉ニュータウン

※上記のうち山梨交通の全路線とも甲府駅を経由する。

## その他
- 甲府駅と共に甲府市内に2つある「みどりの窓口」設置駅の一つだが、甲府駅と異なりJR東海管轄のため以下の点でJR東日本管轄の駅と異なる。
  - JR東海・JR西日本・JR九州が提供する東海道・山陽・九州新幹線の会員制予約サービスである「エクスプレス予約」、JR西日本が提供するe5489やJR東海特別企画乗車券（休日乗り放題きっぷ）、小田急線内の駅を発駅または着駅とする特急ロマンスカーふじさん号の特急券は甲府市内では当駅のみ購入、発券が可能である。
  - JR東日本の「えきねっと」で予約した指定券発券やJR東日本特別企画乗車券（中央線東京週末フリー乗車券等）発売は行っていない。
  - 「ふじかわ号自由席特急回数券」は南甲府、甲府の両駅とも購入可能である。
- 石井輝男監督の、オムニバス映画『ゲンセンカン主人』（1993年）の第4話目『池袋百店会』で甲府駅の替わりに当駅の駅名を書き換えロケに使用された。（出演：佐野史郎、岡田奈々他）

## 隣の駅
※特急「ふじかわ」の隣の停車駅は列車記事を参照のこと。
東海旅客鉄道（JR東海）
CC 身延線
甲斐住吉駅 - 南甲府駅 - 善光寺駅